# Lacommande
Lacommande é uma comuna francesa na região administrativa da Nova Aquitânia, no departamento dos Pirenéus Atlânticos. Estende-se por uma área de 3,31 km². Em 2010 a comuna tinha 211 habitantes (densidade: 63,7 hab./km²).